# Michael Manley

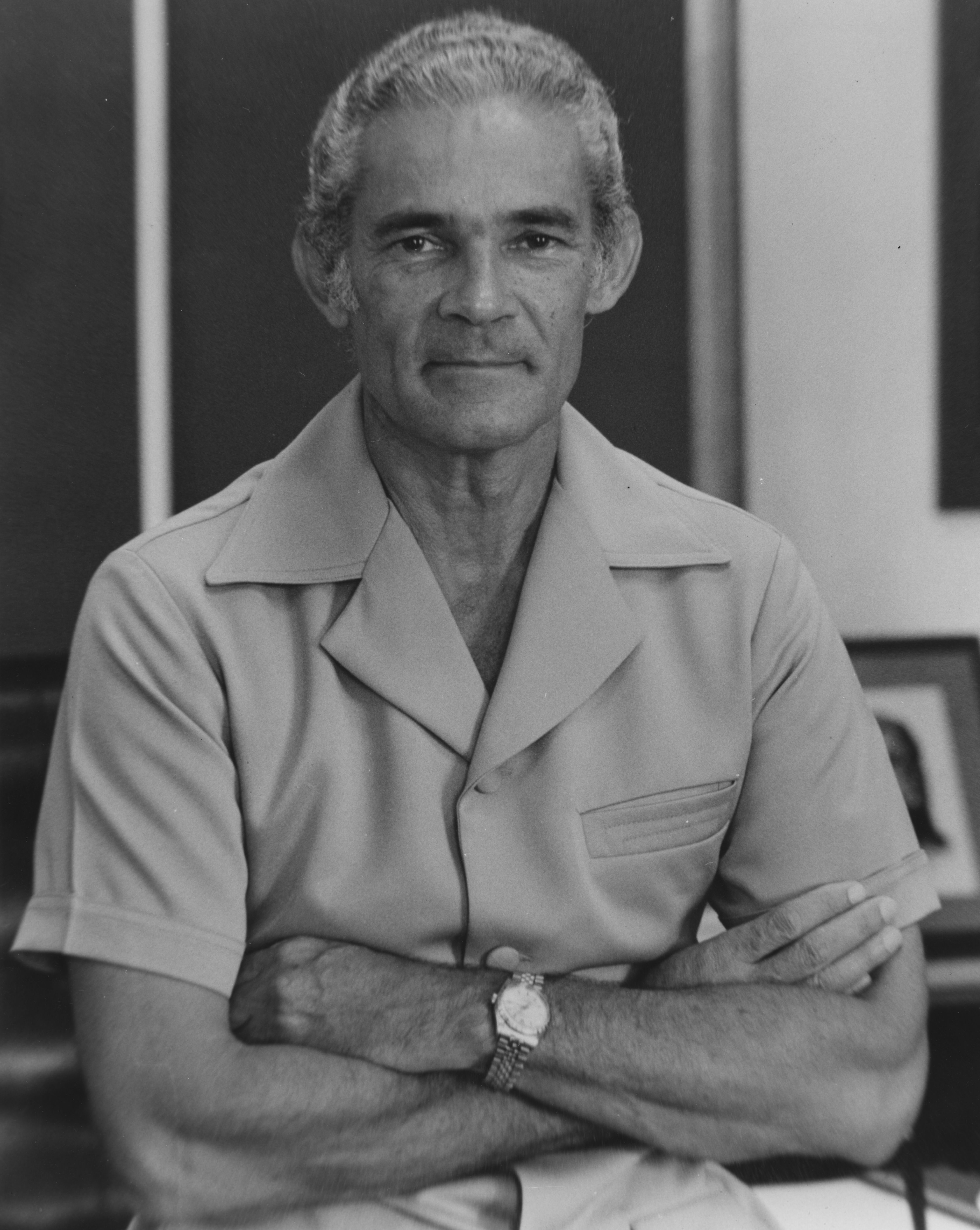
Michael Manley

Michael Norman Manley (Kingston, 10 december 1924 – aldaar, 6 maart 1997) was een Jamaicaans politicus van de People's National Party (PNP). Hij was tussen 1972 en 1980 en opnieuw tussen 1989 en 1992 premier van zijn land.

## Levensloop
Michael Manley was een zoon van politicus Norman Manley. In 1943 was hij in Canada om te studeren aan de McGill-universiteit, maar hij gaf zijn studie op om te dienen in de Royal Canadian Air Force tijdens de Tweede Wereldoorlog. Na de oorlog werkte hij even als journalist in Jamaica en ging daarna studeren in Engeland, aan de London School of Economics. Daar werd hij voor het eerst politiek actief binnen de PNP die was opgericht door zijn vader. In 1952 keerde hij terug naar Jamaica en ging werken voor de National Workers’ Union (NWU), een vakbond gelieerd aan de PNP.
In 1970 nam hij het voorzitterschap van de PNP over van zijn vader. Hij reorganiseerde de partij en onder de slogan Better Must Come behaalde de PNP bij de parlementsverkiezingen van 1972 een grote overwinning. De partij behaalde 53 zetels, een stijging met 18 zetels. Manley volgde Hugh Shearer op als premier, wiens partij Jamaica Labour Party tien jaar aan de macht was geweest. Hij werd geconfronteerd met het probleem van de grote werkloosheid. Hij voerde een politiek van zogenaamd democratisch socialisme. Zijn regering voerde wetten over een minimumloon, zwangerschapsverlof en gelijke rechten voor natuurlijke kinderen in. De regering haalde nieuwe inkomsten door belastingen op de bauxietwinning. Bij de verkiezingen van 1976 was de PNP opnieuw de winnaar.
Bij de verkiezingen van 1980 werd de PNP afgerekend op de slechte economische situatie van Jamaica en belandde in de oppositie. Manley zetelde in het parlement als leider van de oppositie. Vanaf 1985 begon Manley gezondheidsproblemen te krijgen. Toch bleef hij de PNP leiden en bij de verkiezingen van 1989 werd zijn partij opnieuw de grootste. Manley werd opnieuw premier, maar moest in 1992 vanwege gezondheidsproblemen ontslag nemen als premier en als voorzitter van de PNP. Hij werd opgevolgd door P.J. Patterson.
Manley trouwde vijf keer. Hij schreef vijf boeken over politiek en een over cricket. Hij stierf op 72-jarige leeftijd aan de gevolgen van prostaatkanker.

## Eerbewijzen
- Order of the Liberator, Venezuela (1973)
- Order of the Mexican Eagle (1973)
- Orde van Jose Marti, Cuba (1976)
- Gouden Medaille van de Verenigde Naties (1978)
- Juliot Curie Peace Award (1979)
- Order of Merit, Jamaica (1992)
- Carlton Alexander Memorial Award (1992)

Manley kreeg in 1973 een eredoctoraat van Morehouse College, Atlanta en in 1989 van Claremont University in Californië.